# Mühlwaldbach
Der Mühlwaldbach ist ein Bach in der Gemeinde Ulrichsberg in Oberösterreich. Er ist ein Zufluss der Großen Mühl.

## Geographie
Der Bach entspringt südöstlich des Dorfs Ödenkirchen auf einer Höhe von 683 m ü. A. Er weist eine Länge von 1,92 km auf. Er mündet östlich der Rotte Mühlwald auf einer Höhe von 552 m ü. A. rechtsseitig in die Große Mühl. In seinem 2,01 km² großen Einzugsgebiet liegen die Einzelhöfe Hausteiner und Hochhauser.

## Umwelt
Der Mühlwaldbach ist Teil der 22.302 Hektar großen Important Bird Area Böhmerwald und Mühltal. Abschnittsweise grenzt er an das Landschaftsschutzgebiet Kulturterrassen in Ödenkirchen. Sein Mündungsbereich gehören zum 9.350 Hektar großen Europaschutzgebiet Böhmerwald-Mühltäler.